# Glorieuses
Glorieuses (fr. Îles Glorieuses) – niewielka grupa wysp i skał, o łącznej powierzchni 7 km², położona w północnej części Kanału Mozambickiego, około 160 km od wybrzeży Madagaskaru. Wyspy są niezamieszkane, znajduje się na nich automatyczna stacja meteorologiczna. 
Wyspy znajdują się w posiadaniu francuskim i stanowią część Wysp Rozproszonych Oceanu Indyjskiego (fr. Îles éparses de l'océan Indien), z którymi przynależą do Francuskich Terytoriów Południowych i Antarktycznych (do 2005 wchodziły w skład Reunionu).
Wyspy stanowią terytorium sporne z Madagaskarem. W obrębie wyłącznej strefy ekonomicznej wokół wysp Glorieuses znajduje się rafa Banc du Geyser; jest ona przedmiotem sporu z Madagaskarem i Komorami.

## Wyspy

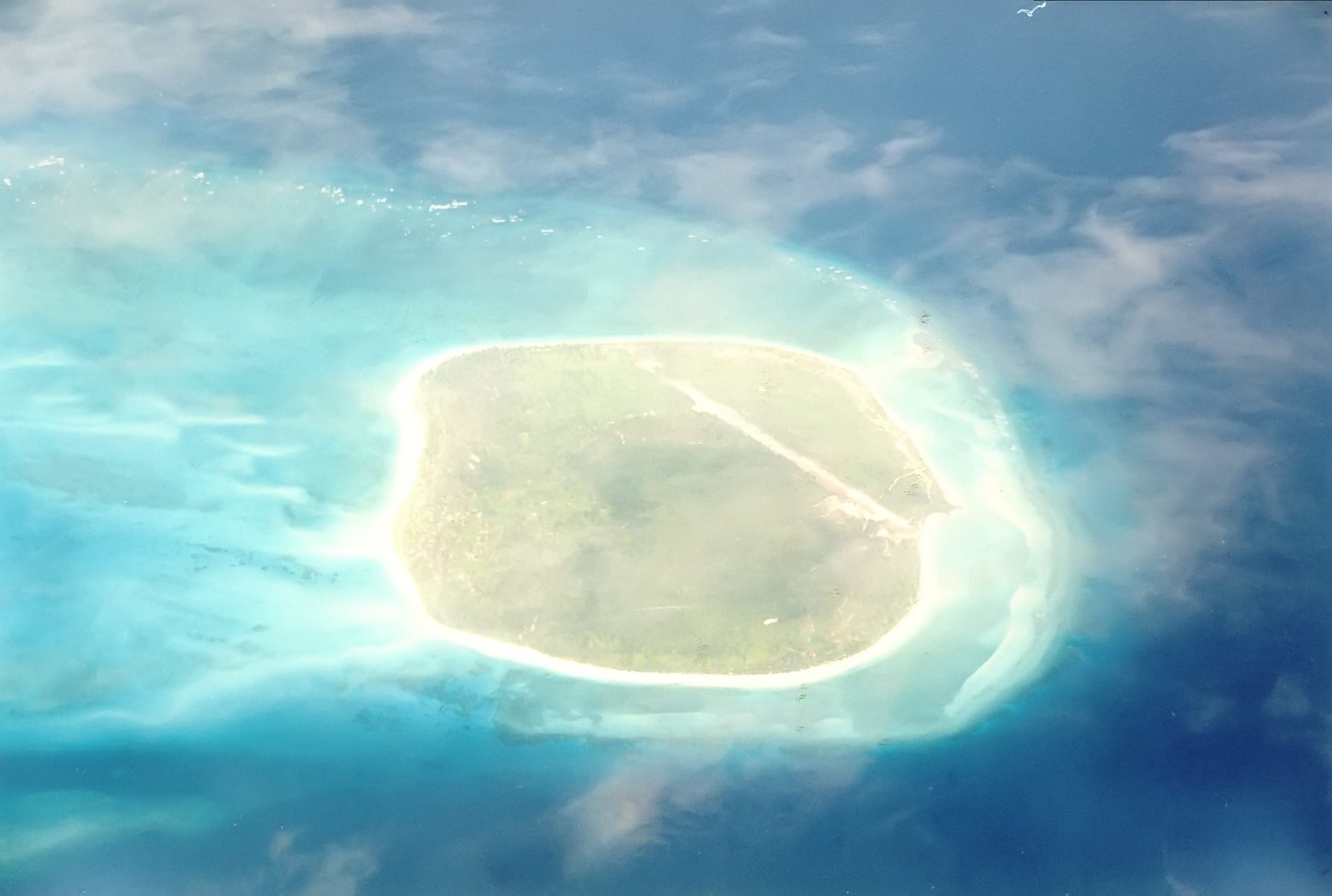
Zdjęcie lotnicze Grande Glorieuse

Archipelag składa się z dwóch większych wysp (Grande Glorieuse i Île du Lys) i ośmiu skał. Wyspy i skały otoczone są rafą koralową. Grande Glorieuse ma w miarę regularny kształt i średnicę ok. 2 km, porośnięta jest palmami kokosowymi i kazuaryną, we wschodniej i północno-wschodniej części wyspy występują wydmy, osiągające do 12 m wysokości. Na wyspie znajduje się kolonia rybitw. Île du Lys leży ok. 10 km na północny wschód od Grande Glorieuse, ma ok. 600 m długości.

## Historia
Wyspy te mogły być znane żeglarzom pływającym do Indii w XVI wieku, a wcześniej z pewnością były znane Malgaszom i ludności Komorów. Jednak dopiero w 1879 roku Hippolyte Caltaux nazwał ten archipelag (prawdopodobnie dla upamiętnienia Rewolucji francuskiej), a 6 lat później założył na Grande Glorieuse plantację kokosów, która jeszcze do 1958 roku była eksploatowana przez mieszkańców Seszeli. Wyspy stały się formalnie własnością Francji w 1892 roku, zostały przyłączone do kolonii Majotty. Zostały opuszczone podczas II wojny światowej. W 1955 roku na Grande Glorieuse założono stację meteorologiczną, która od 1960 roku działa stale, stanowiąc system wczesnego ostrzegania przed cyklonami na Oceanie Indyjskim.